# Hot Space Tour
A Hot Space Tour a Queen együttes 1982. április 7-étől 1982. november 3-áig tartó koncertsorozata, amely a Hot Space albumukat népszerűsítette. A turné 69 koncertje közül a legtöbb Európában, Kanadában, és az Amerikai Egyesült Államokban zajlott. Az együttes ezen a turnén játszott utoljára Észak-Amerikában. A június 5-én, Milton Keynesben megtartott koncert felvételei 2004-ben a Queen on Fire – Live at the Bowl című CD-n és DVD-n jelentek meg. A turné koncertjeiről egyébként nagy számban készült hangfelvétel, ezek mind megtekinthetők a YouTube -on.

## Szakaszok

### Európa (1982. április–június)
Habár a Hot Space album csak május 21-én jelent meg, a lemezbemutató világkörüli turné már április 9-én elindult Svédországban. A következő két hónapban Nyugat-Európa és az Egyesült Királyság nagyvárosaiban összesen 30 koncertet adott a Queen. Zürichben, Brüsszelben, Kölnben, Bécsben, Münchenben, a hollandiai Leidenben és a skóciai Edinburghben is két egymást követő este játszott a zenekar, Párizsban pedig két hét után visszatérve dupláztak. Németországban összesen 12 előadást tartottak, ahol a legkülönlegesebb helyszínt a berlini koncerthez találták, a görög amfiteátrumok mintájára az 1930-as években épített Waldbühne erdei színpadát.
Ez volt az első turné a Queen történetében, amikor kisegítőzenészekkel léptek fel. Európában Morgan Fisher, a Mott The Hopple korábbi billentyűse játszott velük. A rajongókat megosztó Hot Space album funkys dalait élőben sokkal rockosabban játszották, előtérbe tolva Brian May gitárját. Az új lemezről a turné európai szakaszán a már hónapokkal korábban listavezetővé vált Under Pressure, az Action This Day és a Staying Power lett az állandó program része, egyes koncerteken pedig a Back Chat és az időközben kislemezen megjelent Body Language is felhangzott. Az előző tíz év szinte minden egyes koncertjén előadott Keep Yourself Alive kikerült a műsorból, de olyan korábbi koncertfavoritok, mint a Killer Queen vagy az I’m in Love with My Car is kiszorultak.
A skandináv dátumokon az Änglabarn svéd popegyüttes volt az előzenekar, Svájctól kezdve pedig már az angol újhullámos Bow Wow Wow kísérte a Queent. Eredetileg az egész turnén a Bow Wow Wow játszott volna a Queen előtt, de az egyik koncerten a közönség sörösdobozokkal dobálta meg őket, és úgy döntöttek kiszállnak a turnéról. Frankfurttól kezdve már egy másik újhullámos csapat, az After The Fire melegítette be a közönséget. Az európai turnét záró négy brit koncerten a Heart, a Teardrop Explodes és Joan Jett & The Blackhearts lépett fel velük.
Két angliai koncertet is törölni kellett II. János Pál pápa szigetországi látogatása miatt, mert se Manchesterben az Old Trafford stadionban, se Londonban az Arsenal stadionjában nem tudtak elég mobil wc-t biztosítani a közönségnek. A turnézáró koncertet az újonnan épült Milton Keynes Bowlban tartották 65 ezer ember előtt. A Milton Keysbe vezető utakon kialakult dugót elkerülendő a zenekar helikopterrel érkezett a helyszínre. A koncertről a BBC 4-es csatornája tévéfelvételt készített, ami 1983 januárjában került adásba. Ezt a felvételt hivatalos koncertfilmként Queen on Fire – Live at the Bowl címmel 2004-ben adták ki DVD-n. A koncert utáni búcsúpartit a londoni Bond Streeten található Embassy Clubban tartották, ahol a Queentől megszokott extravagáns stílusnak megfelelően a vendégeknek alsónadrágban és nadrágtartóban kellett megjelennie.
| Jellemző műsor 1. Flash’s Theme (szalagról) 2. The Hero 3. Tie Your Mother Down* 4. Action This Day 5. Play the Game 6. Staying Power 7. Somebody to Love 8. Get Down, Make Love 9. Instrumental Inferno 10. Under Pressure 11. Love of My Life 12. Save Me 13. Fat Bottomed Girls 14. Crazy Little Thing Called Love 15. Bohemian Rhapsody 16. Now I’m Here 17. Dragon Attack 18. Now I’m Here (Reprise) 19. Another One Bites the Dust 20. Sheer Heart Attack* 21. We Will Rock You 22. We Are the Champions 23. God Save the Queen *A Tie Your Mother Down időnként a ráadásban hangzott el a Sheer Heart Attack helyén. Ilyenkor a koncert elején a The Hero után a We Will Rock You gyors változatát, vagy a Sheer Heart Attack-ot játszották. Ritkán előadott dalok - We Will Rock You (gyors) - Liar - Back Chat - Body Language - Mustapha (intro) - Death on Two Legs (intro, a Bohemian Rhapsody előtt) - I Go Crazy (a gitárszóló részeként) - Not Fade Away (csak Stockholmban) | \| Dátum \| Ország \| Város \| Helyszín \| \| ----------------- \| ------------------ \| ------------- \| ---------------------------- \| \| 1982. április 9. \| Svédország \| Göteborg \| Scandinavium \| \| 1982. április 10. \| Svédország \| Stockholm \| Ice Stadium \| \| 1982. április 12. \| Norvégia \| Drammen \| Drammenshallen \| \| 1982. április 16. \| Svájc \| Zürich \| Hallenstadion \| \| 1982. április 17. \| Svájc \| Zürich \| Hallenstadion \| \| 1982. április 19. \| Franciaország \| Párizs \| Palais des Sports \| \| 1982. április 20. \| Franciaország \| Lyon \| Palais des Sports \| \| 1982. április 22. \| Belgium \| Brüsszel \| Forest National \| \| 1982. április 23. \| Belgium \| Brüsszel \| Forest National \| \| 1982. április 24. \| Hollandia \| Leiden \| Groenoordhallen \| \| 1982. április 25. \| Hollandia \| Leiden \| Groenoordhallen \| \| 1982. április 28. \| Németország \| Frankfurt \| Festhalle \| \| 1982. május 1. \| Németország \| Dortmund \| Westfalenhalle \| \| 1982. május 3. \| Franciaország \| Párizs \| Palais des Sports \| \| 1982. május 5. \| Németország \| Hannover \| Eilenriedehalle \| \| 1982. május 6. \| Németország \| Köln \| Sporthalle \| \| 1982. május 7. \| Németország \| Köln \| Sporthalle \| \| 1982. május 9. \| Németország \| Würzburg \| Carl-Diem Halle \| \| 1982. május 10. \| Németország \| Stuttgart \| Sporthalle \| \| 1982. május 12. \| Ausztria \| Bécs \| Wiener Stadthalle \| \| 1982. május 13. \| Ausztria \| Bécs \| Wiener Stadthalle \| \| 1982. május 15. \| Németország \| Berlin \| Waldbühne \| \| 1982. május 16. \| Németország \| Hamburg \| Ernst-Merck-Halle \| \| 1982. május 18. \| Németország \| Kassel \| Eissporthalle \| \| 1982. május 21. \| Németország \| München \| Olympiahalle \| \| 1982. május 22. \| Németország \| München \| Olympiahalle \| \| 1982. május 29. \| Egyesült Királyság \| Leeds \| Elland Road Football Stadium \| \| 1982. június 1. \| Egyesült Királyság \| Edinburgh \| Ingliston Showground \| \| 1982. június 2. \| Egyesült Királyság \| Edinburgh \| Ingliston Showground \| \| 1982. június 5. \| Egyesült Királyság \| Milton Keynes \| National Bowl \| |               |                              |
| Dátum | Ország | Város         | Helyszín                     |
| 1982. április 9. | Svédország | Göteborg      | Scandinavium                 |
| 1982. április 10. | Svédország | Stockholm     | Ice Stadium                  |
| 1982. április 12. | Norvégia | Drammen       | Drammenshallen               |
| 1982. április 16. | Svájc | Zürich        | Hallenstadion                |
| 1982. április 17. | Svájc | Zürich        | Hallenstadion                |
| 1982. április 19. | Franciaország | Párizs        | Palais des Sports            |
| 1982. április 20. | Franciaország | Lyon          | Palais des Sports            |
| 1982. április 22. | Belgium | Brüsszel      | Forest National              |
| 1982. április 23. | Belgium | Brüsszel      | Forest National              |
| 1982. április 24. | Hollandia | Leiden        | Groenoordhallen              |
| 1982. április 25. | Hollandia | Leiden        | Groenoordhallen              |
| 1982. április 28. | Németország | Frankfurt     | Festhalle                    |
| 1982. május 1. | Németország | Dortmund      | Westfalenhalle               |
| 1982. május 3. | Franciaország | Párizs        | Palais des Sports            |
| 1982. május 5. | Németország | Hannover      | Eilenriedehalle              |
| 1982. május 6. | Németország | Köln          | Sporthalle                   |
| 1982. május 7. | Németország | Köln          | Sporthalle                   |
| 1982. május 9. | Németország | Würzburg      | Carl-Diem Halle              |
| 1982. május 10. | Németország | Stuttgart     | Sporthalle                   |
| 1982. május 12. | Ausztria | Bécs          | Wiener Stadthalle            |
| 1982. május 13. | Ausztria | Bécs          | Wiener Stadthalle            |
| 1982. május 15. | Németország | Berlin        | Waldbühne                    |
| 1982. május 16. | Németország | Hamburg       | Ernst-Merck-Halle            |
| 1982. május 18. | Németország | Kassel        | Eissporthalle                |
| 1982. május 21. | Németország | München       | Olympiahalle                 |
| 1982. május 22. | Németország | München       | Olympiahalle                 |
| 1982. május 29. | Egyesült Királyság | Leeds         | Elland Road Football Stadium |
| 1982. június 1. | Egyesült Királyság | Edinburgh     | Ingliston Showground         |
| 1982. június 2. | Egyesült Királyság | Edinburgh     | Ingliston Showground         |
| 1982. június 5. | Egyesült Királyság | Milton Keynes | National Bowl                |

### Észak-Amerika (1982. július–szeptember)
Nyolc hónappal a We Will Rock You koncertfilm forgatása után a Queen 1982. július 21-én visszatért Montréalba, a Forumba, hogy elindítsa a Hot Space album észak-amerikai lemezbemutató turnéját. A 33 állomásból álló koncertsorozaton Billy Squier amerikai rockzenész és csapata volt az előzenekar. Squier és a Queen között már korábban barátság alakult ki, Mercury és Taylor szerepelt is Squier éppen a közös turné kezdetén megjelent új albumán (Emotions in Motion), amit ráadásul az utóbbi Queen-lemezek producere, Reinhold Mack irányításával rögzítettek. Mercury és May később is dolgozott együtt Squierrel.
Az amerikai turnéra kicsit megvariálták a dallistát, és újabb dalok kerültek be a műsorba a Hot Space albumról: a kislemezen is megjelent Calling All Girls, a Put Out the Fire, a Lennon emlékére írt Life Is Real, illetve még az előző, The Game albumról a Rock It (Prime Jive). Esténként 6-7 új számot is játszottak. A kisegítő billentyűs posztján Fred Mandel váltotta Morgan Fishert. Általában 15-20 ezer főt befogadó arénákban léptek fel, ahol pedig ennél is nagyobb volt az érdeklődés ott két előadást tartottak. Ilyen volt Toronto, Hoffman Estates (Chicago), Irvine, Inglewood (Los Angeles), illetve a New York-i Madison Square Garden. A turné bostoni állomásán a koncert napját a város polgármestere Queen-napnak nyilvánította.
A turné szeptember 15-i zárása után 25-én az NBC tévécsatorna Saturday Night Live című éjszakai szórakoztató műsorában léptek fel élőben, ahol a Crazy Little Thing Called Love és az Under Pressure dalokat adták elő. A Hot Space lemezbemutatója volt a Queen nyolcadik és egyben utolsó észak-amerikai turnéja. Az 1980-as The Game album elképesztő sikere után a Hot Space csak közepesen teljesített a tengerentúlon, és ezen a lemezbemutató turné sem tudott segíteni. Az amerikai közönség nem volt vevő az új repertoárra.
| Jellemző műsor 1. Flash’s Theme 2. Rock It (Prime Jive) 3. We Will Rock You (gyors) 4. Action This Day 5. Play the Game 6. Now I’m Here 7. Dragon Attack 8. Now I’m Here (Reprise) 9. Save Me 10. Calling All Girls 11. Back Chat 12. Get Down, Make Love 13. Instrumental Inferno 14. Body Language 15. Under Pressure 16. Fat Bottomed Girls 17. Crazy Little Thing Called Love 18. Bohemian Rhapsody 19. Tie Your Mother Down 20. Another One Bites the Dust 21. We Will Rock You 22. We Are the Champions 23. God Save the Queen Ritkán előadott dalok - Staying Power (a Play the Game után, felváltva a Somebody to Love dallal) - Somebody to Love (a Play the Game után, felváltva a Staying Power dallal) - Life Is Real (az Under Pressure után) - Put Out the Fire (a Dragon Attack előtt) | \| Dátum \| Ország \| Város \| Helyszín \| \| -------------------- \| ---------------- \| --------------- \| -------------------------- \| \| 1982. július 21. \| Kanada \| Montréal \| Forum \| \| 1982. július 23. \| Egyesült Államok \| Boston \| Boston Garden \| \| 1982. július 24. \| Egyesült Államok \| Philadelphia \| Wachovia Spectrum \| \| 1982. július 25. \| Egyesült Államok \| Washington \| Capitol Centre \| \| 1982. július 27. \| Egyesült Államok \| New York \| Madison Square Garden \| \| 1982. július 28. \| Egyesült Államok \| New York City \| Madison Square Garden \| \| 1982. július 31. \| Egyesült Államok \| Richfield \| Richfield Coliseum \| \| 1982. augusztus 2. \| Kanada \| Toronto \| Maple Leaf Gardens \| \| 1982. augusztus 3. \| Kanada \| Toronto \| Maple Leaf Gardens \| \| 1982. augusztus 5. \| Egyesült Államok \| Indianapolis \| Market Square Arena \| \| 1982. augusztus 6. \| Egyesült Államok \| Detroit \| Joe Louis Arena \| \| 1982. augusztus 7. \| Egyesült Államok \| Cincinnati \| Riverfront Coliseum \| \| 1982. augusztus 9. \| Egyesült Államok \| East Rutherford \| Brendan Byrne Arena \| \| 1982. augusztus 10. \| Egyesült Államok \| New Haven \| New Haven Coliseum \| \| 1982. augusztus 13. \| Egyesült Államok \| Hoffman Estates \| Poplar Creek Music Theater \| \| 1982. augusztus 14. \| Egyesült Államok \| Hoffman Estates \| Poplar Creek Music Theater \| \| 1982. augusztus 15. \| Egyesült Államok \| Saint Paul \| Civic Center \| \| 1982. augusztus 19. \| Egyesült Államok \| Biloxi \| Civic Center \| \| 1982. augusztus 20. \| Egyesült Államok \| Houston \| Summit \| \| 1982. augusztus 21. \| Egyesült Államok \| Dallas \| Reunion \| \| 1982. augusztus 24. \| Egyesült Államok \| Atlanta \| Omni Coliseum \| \| 1982. augusztus 27. \| Egyesült Államok \| Oklahoma City \| Myriad \| \| 1982. augusztus 28. \| Egyesült Államok \| Kansas City \| Kemper Arena \| \| 1982. augusztus 30. \| Egyesült Államok \| Denver \| McNichols Arena \| \| 1982. szeptember 2. \| Egyesült Államok \| Portland \| Portland Coliseum \| \| 1982. szeptember 3. \| Egyesült Államok \| Seattle \| Seattle Coliseum \| \| 1982. szeptember 4. \| Kanada \| Vancouver \| Pacific Coliseum \| \| 1982. szeptember 7. \| Egyesült Államok \| Oakland \| Oakland Coliseum \| \| 1982. szeptember 10. \| Egyesült Államok \| Phoenix \| Veteran Memorial Coliseum \| \| 1982. szeptember 11. \| Egyesült Államok \| Irvine \| Irvine Meadows \| \| 1982. szeptember 12. \| Egyesült Államok \| Irvine \| Irvine Meadows \| \| 1982. szeptember 14. \| Egyesült Államok \| Inglewood \| Forum \| \| 1982. szeptember 15. \| Egyesült Államok \| Inglewood \| Forum \| |                 |                            |
| Dátum | Ország | Város           | Helyszín                   |
| 1982. július 21. | Kanada | Montréal        | Forum                      |
| 1982. július 23. | Egyesült Államok | Boston          | Boston Garden              |
| 1982. július 24. | Egyesült Államok | Philadelphia    | Wachovia Spectrum          |
| 1982. július 25. | Egyesült Államok | Washington      | Capitol Centre             |
| 1982. július 27. | Egyesült Államok | New York        | Madison Square Garden      |
| 1982. július 28. | Egyesült Államok | New York City   | Madison Square Garden      |
| 1982. július 31. | Egyesült Államok | Richfield       | Richfield Coliseum         |
| 1982. augusztus 2. | Kanada | Toronto         | Maple Leaf Gardens         |
| 1982. augusztus 3. | Kanada | Toronto         | Maple Leaf Gardens         |
| 1982. augusztus 5. | Egyesült Államok | Indianapolis    | Market Square Arena        |
| 1982. augusztus 6. | Egyesült Államok | Detroit         | Joe Louis Arena            |
| 1982. augusztus 7. | Egyesült Államok | Cincinnati      | Riverfront Coliseum        |
| 1982. augusztus 9. | Egyesült Államok | East Rutherford | Brendan Byrne Arena        |
| 1982. augusztus 10. | Egyesült Államok | New Haven       | New Haven Coliseum         |
| 1982. augusztus 13. | Egyesült Államok | Hoffman Estates | Poplar Creek Music Theater |
| 1982. augusztus 14. | Egyesült Államok | Hoffman Estates | Poplar Creek Music Theater |
| 1982. augusztus 15. | Egyesült Államok | Saint Paul      | Civic Center               |
| 1982. augusztus 19. | Egyesült Államok | Biloxi          | Civic Center               |
| 1982. augusztus 20. | Egyesült Államok | Houston         | Summit                     |
| 1982. augusztus 21. | Egyesült Államok | Dallas          | Reunion                    |
| 1982. augusztus 24. | Egyesült Államok | Atlanta         | Omni Coliseum              |
| 1982. augusztus 27. | Egyesült Államok | Oklahoma City   | Myriad                     |
| 1982. augusztus 28. | Egyesült Államok | Kansas City     | Kemper Arena               |
| 1982. augusztus 30. | Egyesült Államok | Denver          | McNichols Arena            |
| 1982. szeptember 2. | Egyesült Államok | Portland        | Portland Coliseum          |
| 1982. szeptember 3. | Egyesült Államok | Seattle         | Seattle Coliseum           |
| 1982. szeptember 4. | Kanada | Vancouver       | Pacific Coliseum           |
| 1982. szeptember 7. | Egyesült Államok | Oakland         | Oakland Coliseum           |
| 1982. szeptember 10. | Egyesült Államok | Phoenix         | Veteran Memorial Coliseum  |
| 1982. szeptember 11. | Egyesült Államok | Irvine          | Irvine Meadows             |
| 1982. szeptember 12. | Egyesült Államok | Irvine          | Irvine Meadows             |
| 1982. szeptember 14. | Egyesült Államok | Inglewood       | Forum                      |
| 1982. szeptember 15. | Egyesült Államok | Inglewood       | Forum                      |

### Japán (1982. október–november)
Egy hónap pihenő után októberben egy rövid, kéthetes koncertsorozatra Japánba utazott a zenekar. Mindössze hat koncertet adtak. Bekerültek a műsorba a turné korábbi két szakaszában nem játszott, de a japán rajongók között népszerű dalok, mint a Teo Torriate, a Love of My Life és a The Hero. A két legnagyobb helyszín a 40 ezres Hankyu stadion Nishinomiyában és a 35 ezres Seibu Lions stadion volt Tokorozawában. Utóbbi koncert felvételét csak Japánban hivatalos koncertvideón is kiadták. Az egész világkörüli turnén egyébként több fellépést is filmre vettek (Frankfurt, Bécs), de ezek egyelőre az archívum mélyén pihennek, esetleg csak részben kerültek kiadásra.
A Queen az 1974 óta tartó folyamatos koncertezéstől és lemezkészítéstől némileg kiégve az egész 1983-as esztendőt a pihenésnek szentelte.
| Jellemző műsor 1. Flash’s Theme 2. The Hero 3. We Will Rock You (gyors) 4. Action This Day 5. Play the Game 6. Calling All Girls 7. Now I’m Here 8. Put Out the Fire 9. Dragon Attack 10. Now I’m Here (Reprise) 11. Love of My Life 12. Save Me 13. Get Down, Make Love 14. Gitárszóló 15. Body Language 16. Under Pressure 17. Fat Bottomed Girls 18. Crazy Little Thing Called Love 19. Bohemian Rhapsody 20. Tie Your Mother Down 21. Another One Bites the Dust 22. We Will Rock You 23. We Are the Champions 24. God Save the Queen Ritkán előadott dalok - Rock It (Prime Jive) (a The Hero helyett) - Teo Torriatte (Let Us Cling Together) - Somebody to Love ( a Play the Game után) - Back Chat - Spread Your Wings (intro, a Bohemian Rhapsody előtt) - Death on Two Legs (intro, a Bohemian Rhapsody előtt) - Saturday Night’s Alright for Fighting - Jailhouse Rock - Whole Lotta Shakin’ Goin’ On | \| Dátum \| Ország \| Város \| Helyszín \| \| ----------------- \| ------ \| ---------- \| -------------------------- \| \| 1982. október 19. \| Japán \| Fukuoka \| Kyuden Auditorium \| \| 1982. október 20. \| Japán \| Fukuoka \| Kyuden Auditorium \| \| 1982. október 24. \| Japán \| Nisinomija \| Hankyu Nishinomiya Stadium \| \| 1982. október 26. \| Japán \| Nagoja \| Kosusai Tenjijo \| \| 1982. október 29. \| Japán \| Szapporo \| Hokkaidoritso Sangyo \| \| 1982. november 3. \| Japán \| Tokorozava \| Seibu Lions Stadium \| |            |                            |
| Dátum | Ország | Város      | Helyszín                   |
| 1982. október 19. | Japán | Fukuoka    | Kyuden Auditorium          |
| 1982. október 20. | Japán | Fukuoka    | Kyuden Auditorium          |
| 1982. október 24. | Japán | Nisinomija | Hankyu Nishinomiya Stadium |
| 1982. október 26. | Japán | Nagoja     | Kosusai Tenjijo            |
| 1982. október 29. | Japán | Szapporo   | Hokkaidoritso Sangyo       |
| 1982. november 3. | Japán | Tokorozava | Seibu Lions Stadium        |

## Közreműködők
- Freddie Mercury – ének, zongora, csörgődob, ritmusgitár
- Brian May – elektromos gitár, háttérvokál, gitár, zongora
- Roger Taylor – dob, háttérvokál
- John Deacon – basszusgitár, elektromos gitár
- Morgan Fisher - billentyűsök, zongora (európai szakasz)
- Fred Mandel – billentyűsök, zongora (észak-amerikai és japán szakasz)